# フィールディング (クリケット)

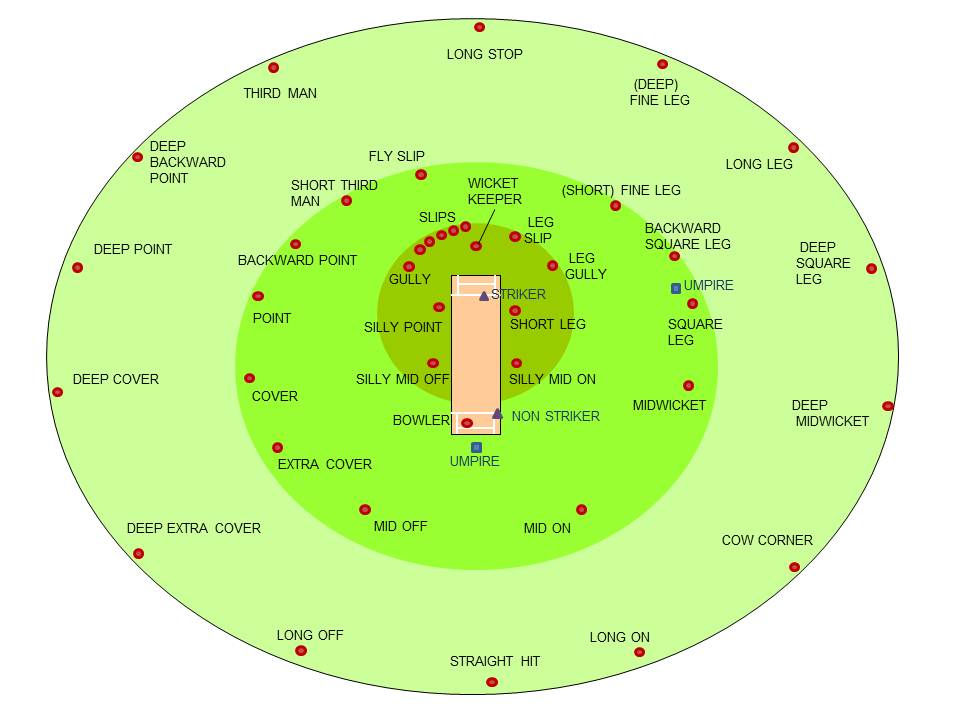
右打のバッツマンの場合のフィールディングポジション

クリケットにおけるフィールディング（英: fielding）とは、守備側の選手のことである。フィールディングを行う選手のことをフィールダー（英: fielder）、野手（やしゅ）と呼ぶ。

## 概要
相手チームのバッターが打ったボールをノーバウンドで捕球しアウトにしたり、相手が得点するランの数をなるべく制限するのが主な役目である。様々なポジションがあり、ポジションは自由に移動できる。